# Erika Furlani
Erika Furlani (née le 2 janvier 1996 à Marino) est une athlète italienne, spécialiste du saut en hauteur.
Son entraîneur Marcello Furlani est son père, marié à une Sénégalaise. Elle est la sœur ainée de Mattia Furlani.
En juin 2017, elle porte son record personnel à 1,92 m à Rieti.
Le 1er juillet 2017, elle remporte le titre national à Trieste.